# Inocencia y juventud
Inocencia y juventud (Young and Innocent) es una película de suspense del año 1937 con elementos de intriga, romance y drama. Fue dirigida por Alfred Hitchcock y estrenada en 1937. Aunque no esté considerada dentro de sus mejores películas, se puede apreciar el estilo del afamado director y contiene algunos aspectos característicos de su cine, como por ejemplo el falso culpable. En Young and Innocent, Hitchcock volvía a un humor más ligero como contrapunto a la dramática situación de sus protagonistas, unas características también presentes en películas anteriores suyas como 39 escalones.
La película fue la penúltima de la etapa inglesa de Hitchcock, quien en 1939 se trasladó a EE. UU. huyendo de la guerra en Europa. El guion fue escrito por Charles Bennett (39 escalones), Edwin Greenwood, Anthony Armstrong y Alma Reville, con diálogos de Gerald Savoy, una adaptación de la novela A Shilling for Candles de 1936, de la escritora Josephine Tey. Se rodó en los estudios Lime Grove y Pinewood Studios y en exteriores de Londres. Producida por Edward Black, se estrenó en noviembre de 1937 en Londres.
Se puede decir que el montaje le da valor a la película, porque en él se vislumbra la genialidad de Hitchcock como mago del suspense, algo que se ve mejor reflejado en sus obras más reconocidas. En ella se da toda la destreza técnica del plano típica de Hitchcock y su capacidad para transmitir al espectador toda la información necesaria de forma clara y sin palabras, siempre mediante objetos y dosificando la información en todo momento para que todo adquiera sentido al final.

## Argumento
La acción tiene lugar en un punto no determinado de la costa de Inglaterra, entre 1935 y 1936. Robert Tisdall (Derrick De Marney), encuentra el cuerpo sin vida de una joven, en la playa. Corre en busca de ayuda, pero dos muchachas lo ven y creyendo que es el asesino, lo denuncian a la policía. Sospechoso de ser el autor del crimen, se ve obligado a huir, a pesar de su inocencia. En su desesperado intento de probar que no es culpable, solo contará con la ayuda de una chica, Erica (Nova Pilbeam), hija del coronel Burgoyne (Percy Marmont), comisario local de policía.